# Яременко Володимир Миколайович
Яременко Володимир Миколайович (літературний псевдонім Яременко-Толстой; нар. 31 грудня 1962 року, Свинківка, Полтавського району Полтавської області, УРСР) — український поет, письменник, художник-концептуаліст, правозахистник, журналіст, останній радянський дисидент (останнє в СРСР кримінальне провадження за «антирадянську агітацію та пропаганду» по факту публікації сатиричного вірша «Росія», у якому дідусь Ленін гвалтує матінку Росію), автор сатирично-біографічного роману «Останній Дисидент або Вульва Нації»  2023.
Брав участь у створенні першої в СРСР опозиційної партії «Демократичний Союз» Валерії Новодворської у 1988 році. Входив до складу редакції щотижневника ДС «Демократична опозиція».
З середини травня 1989 року після втечі з СРСР живе у Відні, Австрія. Навчався живопису у Віденьскій Академії Мистецтв у професора Фріденсрайха  Хундертвассера. Викладав у Віденському університеті з 1992 по 2002 рік, доктор філософії. Співпрацівник та редактор газети St/A/R з 2003 до 2021 року.